# Zdeněk Vojtěch Peukert
Zdeněk Vojtěch Peukert (26. června 1907, Šumburk nad Desnou — 4. června 1982, Praha) byl český spisovatel detektivních a dobrodružných knih, většinou publikovaných pod pseudonymy.

## Život
Pracoval jako novinář a byl také československým reprezentantem a později trenérem v pistolových sportovních disciplínách. Psal detektivní a dobrodružnou literaturu pod mnoha pseudonymy (Lionel Frank Bush, Juan S. Camillo, Artur Collins, J. S. Condor A. Connan, William Forbes, Johny Glasser, Gary Graham, Sidney Hoogan, Michael Kellermann, Tom Mix, James Parker, Robin Watson, A. W. White, Jules Taffin a především jako Edgar Collins). Pod vlastním jménem psal pohádky, romány a novely pro mládež. V některých svých knihách se vydával pod vlastním jménem za jejich překladatele.

## Dílo

### Pod vlastním jménem
- Tajemství starého hradu (1937), skautský román s detektivní zápletkou
- Aeroplánem do pohádky (1939),
- Deset přání aneb Honza v pekle (1939), moderní pohádka pro děti,
- Janek táhne proti sani (1939), moderní pohádka pro děti,
- O zlém čaroději a odvážném všeumovi (1939), moderní pohádka pro děti,
- Budhův rubín (1939), dobrodružná povídka pro mládež,
- Andersonova statečnost (1940), detektivní povídka pro mládež,
- Černý děs (1940), povídka pro mládež z divokého Západu
- Kormidelník z Aurelie (1940), námořnická povídka pro mládež.

### Jako Edgar Collins
- Číslo 2013 (1933), detektivní román,
- Město vyschlých tváří (1933), kriminální román, vydáno též jako Podzemí hrůzy,
- Sahir (1933), kriminální román,
- Droga Y-4 (1934), detektivní román,
- Dvanáct jaspisů (1934), kriminální román,
- Bílé temno (1934), kriminální román,
- Černý krok (1934), kriminální román,
- Mrtví střelci (1934), kriminální román,
- Ukradený mozek (1934), kriminální román,
- Dutý schod (1935), kriminální román,
- Šedý rak (1935), kriminální román,
- Seržant (1936), kriminální román,
- Ocelové rány (1936), kriminální román,
- Naftalin (1937), kriminální román z americké věznice,
- Podzemí hrůzy (1937), kriminální román,
- Aféra Davida Callandera (1938), román ze života muže, který neznal sílu svých paží,
- Pastýř (1938), detektivní román,
- Smutek inspektora Petra (1938), detektivní román,
- Černý kaplan (1939), western,
- Gázové oči (1939), detektivní román,
- Sedm hostů (1939), tajemství zámku Gower,
- Strach Jiřího Parmentiera (1945), kniha logické úvahy,
- Asbestová závěť (1947), detektivní fantasie
- Hedvábný obličej (1947), kriminální román,
- Olovění muži (1947), román logické úvahy,
- Smrt Johna Yudkina (1947), kriminální román,
- Pán z Beccy (1948), detektivní román z alpského horolezeckého prostředí.
- Čtyřicátý výstřel (1970), detektivní román z prostředí mezinárodních střeleckých závodů v Londýně,
- Štědrost pana Jonáše (1975), detektivní román z prostředí anglického střeleckého sportu,
- Strach z odhalení (1976), detektivní příběh o vyšetřování vraždy vrátného v jednom pražském muzeu.

### Ostatní pseudonymy
- Náčelník Černý Sup (1933), jako James Parker, western,
- Zlatý kaňon (1933), jako James Parker, western,
- Tajemný jezdec prérie (1934), jako James Parker, western,
- Trosečníci Černého ostrova (1934), jako James Parker, dobrodružný román,
- Zkáza kmene Arauakézů (1934), jako James Parker, western,
- Tajemství čtyřiceti schodů (1935), jako Jules Taffin, dobrodružný román,
- Detektiv Johny (1937), jako Michael Kellermann, dobrodružství anglického skautíka,
- Boj o močály (1938), jako Juan S. Camillo, dobrodružný příběh,
- Čertova soutěska (1938), jako Tom Mix, western,
- Detektiv Pavel (193?), jako William Forbes, přesný rok vydání nezjištěn,
- Hadí bratrstvo (1938), jako William Forbes, povídka ze života amerických gangsterů,
- Palmerův zlatý pergamen (1938), jako Johny Glasser, western,
- Případ inspektora Morgana (1938), jako William Forbes, povídka o chlapci, který se stal hrdinou policie v New Yorku.
- Muž, který zabil (1938), jako Johny Glasser,
- Špioni v letadlech (1938), jako Lionel Frank Bush, povídka o skautu Jerry Masonovi, který odkryl bandu špionů v letadlech,
- Velký Mag (1938), jako Johny Glasser, napínavý detektivní příběh,
- Velký zvěd (1938), jako A. Connan ,western,
- Zrzavý Martin (1938), jako J. S. Condor, ,western,
- Smrt Černého Billa (1938), jako A. W. White, ,western,
- Dostihoví gangsteři (1939), jako Robin Watson,
- Jackie, Patrick a Mike, tři detektivové (1939), jako Sydney Hogan,
- Kam zmizel Daniel Magnus (1939), jako Gary Graham,
- Vyvrhel č. 1 (1939), jako Tom Mix, western,
- Tajemný výtah (1940), jako Artur Collins, detektivní román, Případ inspektora Cunninghama
- Černý Jack (1940), jako Artur Collins, detektivní román, Případ inspektora Cunninghama
- Zlatá ruda (1940), jako Artur Collins, detektivní román, Případ inspektora Cunninghama
- David Costa, mexický šerif (1941), jako J. S. Condor, western,
- Mexičtí jezdci (1941), jako J. S. Condor, další dobrodružství Davida Costy, mexického šerifa, western,
- Ostruha (1941), jako J. S. Condor, z dobrodružství mexického šerifa Davida Costy, western,
- Rudé zlato (1941), jako J. S. Condor, příhody Davida Costy, mexického šerifa, western,
- Tajemství Modrého kaňonu (1941), jako J. S. Condor, z dobrodružství Davida Costy, western,
- Dutý kámen (1941), jako Artur Collins, detektivní román, Případ inspektora Cunninghama
- Královnin náhrdelník (1941), jako Artur Collins, detektivní román,
- Zděšení Mr. Atkinse (1941), jako Artur Collins, detektivní román,
- Zrádná moucha (1941), jako Artur Collins, detektivní román, Případ inspektora Cunninghama
- Město všiváků (1941), jako Tom Mix, western